# Конституция Делавэра (1776)
Конституция штата Делавэр 1776 года стала первой конституцией Делавэра. Она была разработана Конституционным конвентом штата Делавэр и принята эти же конвентом в сентябре 1776 года. Королевская власть в колонии Делавэр была приостановлена ещё ранее, но принятие Декларации независимости потребовало формирования нового правительства независимого штата. Конституция ликвидировала должность колониального губернатора, ввела должность президента, сформировала двухпалатную Ассамблею, оговорила права голоса и свободу религии, а так же ввела запрет на импорт рабов. Она стала первой конституцией того года, принятой специальным конституционным конвентом. 
16 лет спустя эта конституция была заменена Конституцией 1792 года.

### Статьи
- W. F. Dodd. The First State Constitutional Conventions, 1776-1783 // The American Political Science Review. — American Political Science Association, 1908. — Т. 2, вып. 4. — С. 545-561. — doi:10.2307/1944479.
- Max Farrand. The Delaware Bill of Rights of 1776 // The American Historical Review. — Oxford University Press, 1898. — Т. 3, вып. 4. — С. 641-649.